# Hugues-Bernard Maret
Hugues-Bernard hrabě Maret, vévoda z Bassana (Hugues Bernard comte Maret, duc de Bassano) (22. července 1763, Dijon, Francie – 13. května 1839, Paříž, Francie) byl francouzský státník a diplomat. Původně právník, za francouzské revoluce se uplatnil jako novinář, později působil v diplomacii. Od státního převratu v roce 1799 byl věrným přívržencem Napoleona Bonaparta a zastával vysoké funkce ve státní správě. V roce 1809 získal titul vévody a v letech 1811–1814 byl francouzským ministrem zahraničí. Po Napoleonově pádu žil v exilu, později se znovu zapojil do politiky a v roce 1834 byl krátce předsedou vlády.

## Životopis

Erb vévody z Bassana

Pocházel z rodiny usazené od 17. století v Dijonu, jeho předkové se v několika generacích věnovali lékařské profesi. Narodil se v Dijonu jako třetí syn významného lékaře Huguese Mareta (1726–1786), který byl členem Francouzské akademie věd. Hugues původně sloužil v armádě, od roku 1783 působil jako advokát, v roce 1788 přesídlil do Paříže a stal se právníkem královské rady. Pod vlivem myšlenek francouzské revoluce se začal prosazovat v žurnalistice a jako přispěvatel novin Le Moniteur Universel proslul nestranným zpravodajstvím ze zákulisních politických jednání. V roce 1792 vstoupil do služeb ministerstva zahraničí a na přelomu let 1792–1793 byl vyslancem v Británii. V roce 1794 byl jmenován vyslancem Francouzské republiky v Neapolském království, kde padl do rakouského zajetí, byl vězněn v Mantově a později v Kufsteinu. Propuštěn byl v závěru roku 1795 výměnou za princeznu Marii Terezii, dceru Ludvíka XVI., která byla držena ve Francii.
Po návratu do Francie se nadále věnoval práci novináře, zároveň měl podíl na diplomatických jednáních, v roce 1799 podpořil Napoleonův státní převrat a stal se generálním tajemníkem konzulátu. V této funkci měl pod kontrolou deník Moniteur, který se postupem doby stal oficiálním médiem konzulátu a později císařství. Jako právník se také podílel na vypracování ústav v zemích, které během napoleonských válek přecházely pod francouzskou nadvládu. Po vyhlášení císařství byl jmenován státním tajemníkem císařství (1804) a jako diplomat často doprovázel Napoleona na vojenských taženích. V roce 1809 získal titul hraběte, téhož roku při příležitosti císařových čtyřicátin byl povýšen na vévodu z Bassana (1809). Po odvolání vévody z Cadore byl jmenován francouzským ministrem zahraničí (1811–1814). I když mu nelze upřít diplomatické schopnosti, v úřadu ministra zahraničí byl pouhým vykonavatelem instrukcí císaře Napoleona. Po ztroskotání jednání se spojenci v roce 1813 jeho vliv poklesl, až do roku 1814 ale patřil k Napoleonovým nejvěrnějším stoupencům a do jeho pádu byl opět státním tajemníkem císařství. Během Napoleonova prvního exilu na Elbě svými zprávami z Francie nepřímo podnítil excísaře k návratu do Francie na jaře 1815.

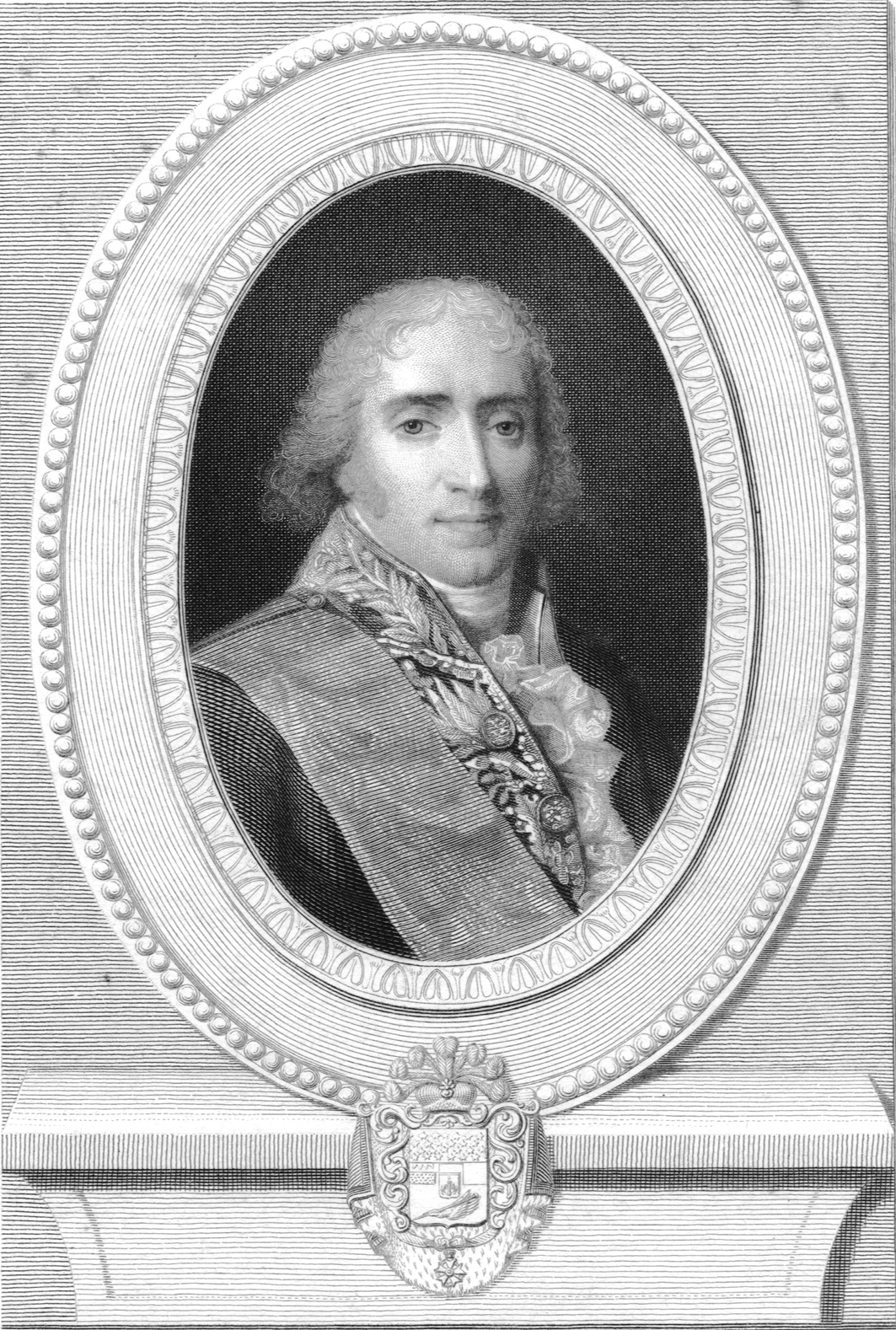
Hugues Bernard Maret

Za vlády Sta dní znovu přijal funkci státního ministra, takže po opětovném nastolení Bourbonů byl donucen k odchodu do exilu. Pobýval ve Štýrském Hradci, kde se věnoval sepisování svých vzpomínek, návrat do Francie mu byl povolen v roce 1820. Za červencové monarchie mu byla potvrzena hodnost paira (1831). V době nestabilních politických poměrů v polovině 30. let 19. století byl krátce francouzským ministerským předsedou a zároveň ministrem vnitra (ve funkci se udržel sedm dní, jeho nástupcem v úřadu premiéra byl bývalý napoleonský maršál Mortier). Od té doby žil v soukromí, zemřel v Paříži a je pohřben na hřbitově Père-Lachaise.
V roce 1803 obdržel Řád čestné legie, po vyhlášení císařství se stal jeho velkodůstojníkem (1804). Na vrcholu své kariéry obdržel také řadu státních vyznamenání v zemích, které patřily ke spojencům napoleonské Francie. Byl rytířem uherského Řádu sv. Štěpána, perského Řádu slunce a lva nebo bavorského Řádu sv. Huberta. Byl také členem Francouzské akademie.

## Rodina
V roce 1801 se oženil s Marií Madeleine Lejéas-Carpentier (1780–1827), která byla dcerou dijonského starosty Martina Lejéas-Carpentiera. Marie Madeleine byla palácovou dámou císařovny Josefíny a později císařovny Marie Luisy. Z jejich manželství pocházely čtyři děti, dva synové a dvě dcery. Všichni potomci užívali jméno Maret de Bassano, dědic titulu vévody byl markýzem de Bassano. Dědicem vévodského titulu byl starší syn Napoléon Maret de Bassano, 2. vévoda z Bassana (1803–1898), který působil jako diplomat v německých zemích, za druhého císařství se stal senátorem a nejvyšším komořím Napoleona III.
Huguesův starší bratr Jean Philibert Maret (1758–1827) působil v napoleonské éře ve státních úřadech, byl povýšen na hraběte a získal Řád čestné legie.